# Holly Dunford
Holly Dunford (14 de outubro de 1999) é uma remadora britânica.

## Carreira
De Tadworth, em Surrey, ela se inspirou para começar a remar depois de assistir às Olimpíadas de Londres de 2012. Ela tem dois irmãos, Rachel e William, ambos os irmãos são remadores. Ela estudou na Heathside School e na Universidade de Washington.
Dunford ganhou o ouro para a Grã-Bretanha no Campeonato Mundial de Remo Júnior de 2017 na Lituânia em 2017, ao lado de Zoe Adamson na dupla feminina. Ela também teve três primeiros lugares nos skiffs simples nas seletivas da GB Rowing Team Junior. Ela também estabeleceu um novo recorde nacional para menores de 18 anos na máquina de remo indoor. Em dezembro de 2017, ela ganhou o prêmio SportsAid one-to-watch. Dunford ganhou uma medalha de prata no oito feminino da Grã-Bretanha no Campeonato Mundial de Remo Sub-23 de 2019 em julho de 2019. Ela ganhou o ouro no quatro feminino da Grã-Bretanha no Campeonato Mundial de Remo Sub-23 de 2021 em Račice, República Tcheca.
Nos Jogos Olímpicos de Verão de 2024, em Paris, conquistou a medalha de bronze na competição de oito com feminino, ao lado de Annie Campbell-Orde, Emily Ford, Lauren Irwin, Heidi Long, Rowan McKellar, Eve Stewart, Harriet Taylor e Henry Fieldman com o tempo de 5:59.51.